# Gisentella
Die Gisentella ist ein rund 3,6 Kilometer langer Wildbach im Schweizer Kanton Wallis. Sie ist ein orographisch rechter Nebenfluss der Lonza und zählt zu ihren Hauptzuflüssen.

## Verlauf
Die Gisentella entspringt an der Südseite des 3243 Meter hohen Birghorns am Tellingletscher. Dort entsteht sie aus der Vereinigung mehrerer Gletscherbäche und fliesst bei starkem Gefälle Richtung Süden, wobei sie ins Lötschental eintritt. Nach etwa 3,6 Kilometern Flusslauf erreicht die Gisentella Blatten und mündet auf 1542 m ü. M. von rechts in die Lonza ein.

## Bergsturz 2025
Durch den Bergsturz vom 28. Mai 2025 staute sich die Gisentella gemeinsam mit der Lonza im verschütteten Blatten, seit dem Abend des 30. Mai 2025 fliesst die Lonza über die gesamte Länge des Schuttkegels ab.

## Wasserkraftnutzung
Die KW Gisentella AG betreibt zwei Kraftwerke an der Gisentella. Das Werk in der Runeija mit den Turbinen Annelies und Christine sowie das 2022 fertiggestellte und in Betrieb genommene Werk im Fuxloch. Bei der Tellialp befindet sich ein Wehr (⊙), an dem ein Teil des Wassers abgeleitet wird. Die installierte Gesamtleistung der beiden Wasserkraftwerke liegt bei 2,55 MW, die durchschnittliche jährliche Stromproduktion bei 8,3 GWh.